# Dennis Tito
Dennis Anthony Tito (* 8. srpna 1940, Queens, New York) je americký podnikatel, který se stal prvním vesmírným turistou. Tito ovšem s tímto označením nesouhlasí a nazývá se „nezávislým výzkumníkem“, protože na oběžné dráze provedl několik vědeckých pokusů. Do vesmíru se vydal 28. dubna 2001 s Talgatem Musabajevem a Jurijem Baturinem jako člen 1. návštěvní expedice na Mezinárodní vesmírnou stanici (ISS). Trojice startovala v lodi Sojuz TM-32, vracela se v Sojuzu TM-31. Na oběžné dráze strávil celkem 7 dní, 22 hodin a 4 minuty, přitom 128krát obletěl Zemi. Za cestu do vesmíru zaplatil 20 milionů dolarů (380 000 000 Kč) a nikdy vydaných peněz nelitoval. Jeho manželkou je Akiko Tito.

## Život

### Vzdělání, zaměstnání
Vystudoval astronautiku a letectví (bakalář, 1962) a strojírenství ( Engineering Science, magistr 1964). Pracoval v Jet Propulsion Laboratory, která patří k NASA, podílel se tam na výpočtech drah sond Mariner. Roku 1972 založil a od té doby vede společnost Wilshire Associates. Společnost poskytuje služby v oblasti investičního poradenství, její prvotní úspěch byl založen na použití matematických postupů, které Tito užíval v JPL, ke kvantitativní analýze rizik při sestavování portfolií investičních a důchodových fondů.

### Cesta do vesmíru
Tito se k letu připravoval osm měsíců. Během výcviku se musel připravit fyzicky a zároveň se musel naučit základy ovládaní vesmírné lodi Sojuz pro případ, že by došlo k problémům během letu. Ale přesto měl při vzletu problémy, a ve vesmíru, ve stavu beztíže, se při přechodu do stanice příliš silně odrazil a rozbil si hlavu o příklop průlezu. Zdravotní pomoc mu poskytl druhý kosmonaut Talgat Musabajev. Přes tyto všechny problémy si však Tito let dále užíval.

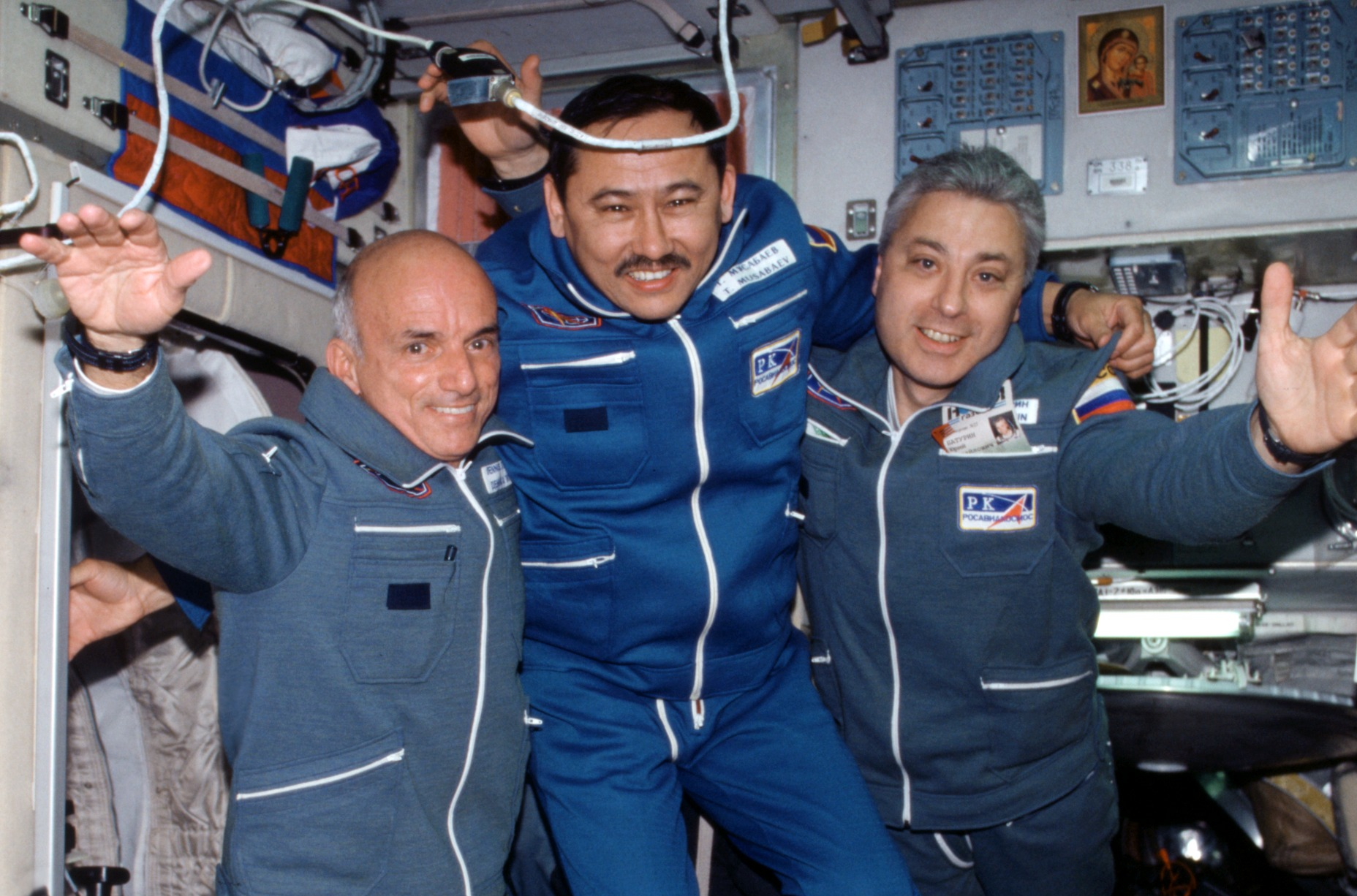
Posádka Sojuzu TM-32

V USA, a nejen tam, se proslavil jako první kosmický turista.